# 岩手大学
岩手大学（いわてだいがく、英語: Iwate University）は、岩手県盛岡市上田三丁目18番8号に本部を置く日本の国立大学。
1876年創立、1949年大学設置。大学の略称は岩大（がんだい）。 

## 概観

### 全体
岩手県唯一の国立総合大学であり、4学部5研究科を擁する。1876年設置の盛岡師範学校を起源とする。1949年に岩手師範学校、岩手青年師範学校、盛岡農林専門学校（第二次世界大戦前は盛岡高等農林学校）、盛岡工業専門学校（戦前は盛岡高等工業学校）を統合して設置された。日本初の高等農林学校である盛岡高等農林学校を前身としており、盛岡高等農林学校卒業生として詩人・童話作家である宮沢賢治を輩出したことから「宮澤賢治センター」が設けられている。
盛岡市にある本部や上田キャンパスに加えて、水産業や東日本大震災の復興支援のため、釜石市に釜石キャンパス、陸前高田市には立教大学と共同で設置した陸前高田グローバルキャンパス、三陸地方各都市に研究所やサテライト・エクステンションセンターを持つ。また、総敷地面積は東京ディズニーランド約29個分相当である14,719,585 m2であり、全国立大学で7番目の広さを誇る。
農学部には国内でも数少ない獣医師養成の課程を擁するが、2025年に獣医学部の開設を予定している。
国立旧一期校の一つであるが、現在に至るも医学部を有しない。

### 目標
出典：

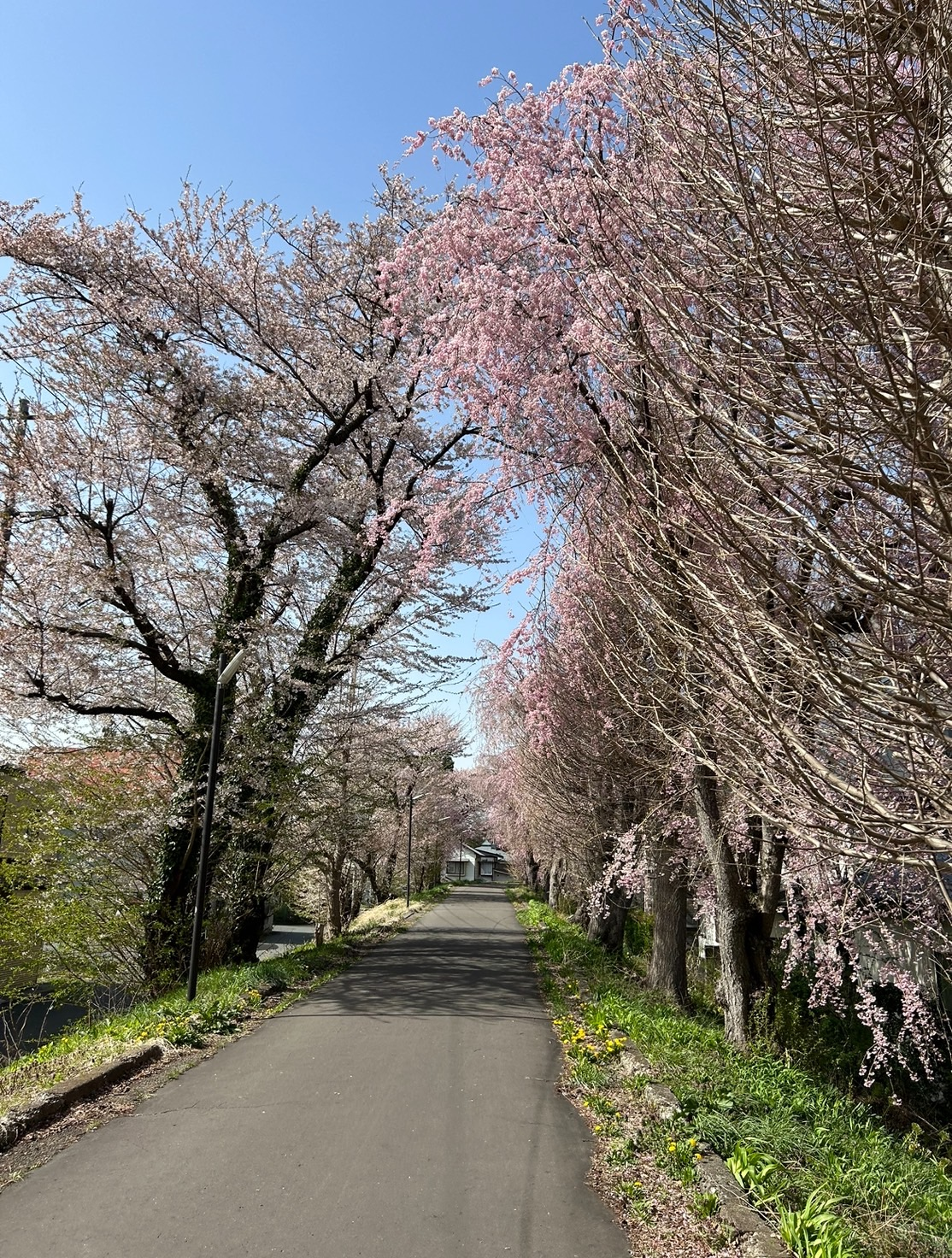
上田キャンパス桜並木

岩手大学は、真理を探究する教育研究の場として、学術文化を創造しつつ、幅広く深い教養と高い専門性を備えた人材を育成することを目指すとともに、社会に開かれた大学として、その教育研究の成果をもとに地域社会と国際社会の文化の向上と発展に貢献することを目指している。
また、以下の3つを大学運営の目標として掲げている。

#### 教育目標
- 幅広く深い教養と総合的な判断力を合わせ持つ豊かな人間性
- 基礎的な学問的素養に裏打ちされた専門的能力
- 環境問題をはじめとする複合的な人類的諸課題に対する基礎的な理解力
- 地域に対する理解とグローバル化に見合う国際理解力
- 柔軟な課題探求能力と高い倫理

#### 研究目標
- 人類的諸課題を視野に入れた、人文・社会・自然の各分野にわたる基礎研究の推進
- 国際水準をめざす先端的な専門研究の展開
- 独創的で高度な学際的研究の展開
- 地域社会との連携による新たな研究分野の創出

#### 社会貢献目標
- 地域社会における高等教育の享受のための機会の拡大と生涯学習に資する場や学術情報の提供
- 地域社会のニーズに応える地域振興への参画
- 地域社会と国際社会の文化的交流のための取り組み

### 教育・取り組み
岩手大学は「地域の知の府」「知識創造の場」として、教育・研究・社会貢献活動を推進している。また、産学官連携にも重点を置いており、学生主体による学内カンパニーや、工学GIRLS等の大学独自の取り組みがある。

#### 他大学等との連携
- 北東北3大学である弘前大学・秋田大学と連携し、連合農学研究科・連携推進会議を設置し、教育プログラム・単位互換、研究、地域連携、国際化推進、管理運営等の分野において連携を図っている[5]。
- 東京農工大学と共同で共同獣医学科および獣医学研究科を設置している[6]。
- 立教大学と共同で陸前高田グローバルキャンパスを設置している[7]。
- いわて高等教育コンソーシアム事務局であり、岩手県内の高等教育・学術研究の振興と地域社会の発展への寄与している[8]。
- 放送大学学園と単位互換協定を結んでおり、多様な学習の機会が提供されている

## 沿革

### 略史

#### 岩手大学の源流

##### 盛岡師範学校の設立

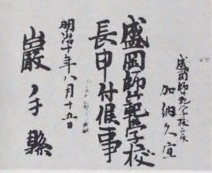
師範学校初代校長の辞令　盛岡師範學校長申付候事

1876年（明治9年）8月に岩手県仁王村内丸に岩手県立盛岡師範学校が開校した。
学校の名称は1879年（明治12年）に県立岩手師範学校、1886年（明治19年）に岩手県尋常師範学校と改称された。1899年（明治32年）には女子部が開設され、3年制の教育課程が設けられた。
1925年（大正14年）に現在の盛岡市高松4丁目に移転し、後に第二次世界大戦中の1943年（昭和18年）に岩手県師範学校・岩手県女子師範学校を統合して官立岩手師範学校となった。

##### 盛岡高等農林学校の設立
明治時代、東北地方は頻繁な冷害による凶作・飢饉に見舞われ、農業が衰退し農村が疲弊していた。政府は東北農業振興のため、農業技術者の養成と農業技術の向上が急務と判断し、高等農林学校の設置を計画した。
1900年3月、東京帝国大学の玉利喜造ら4名が文部省の委員として東北地方の実地調査と設置場所の選定を行い、盛岡市を候補地に選定した。1901年12月の帝国議会で官立盛岡高等農林学校の設置が正式決定し、1902年3月27日、勅令第98号により設置が認められた。

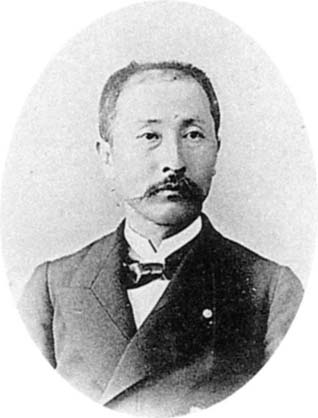
盛岡高等農林学校初代校長 玉利喜造

初代校長には農学博士第1号の玉利喜造が就任。1903(明治36)年5月に農学科、林学科、獣医学科の3学科で開校した。教育目的は実務的な農業技術者ではなく、地域の指導者となる「地方紳士」の養成であった。1944年3月には 勅令第165号により、盛岡農林専門学校と改称した。

##### 盛岡高等工業学校の設立
1939年(昭和14年)、戦時体制下における技術者需要に対応するため、官立高等工業学校として設立された。北海道、東北、関東、関西、四国、中国、九州の7か所に新設され、東北地区の候補地として盛岡、八戸、青森、郡山の4都市が争った結果、盛岡市が100万円の寄付を表明したことなどが決め手となり、盛岡での設置が実現した。
初代校長に東北帝国大学工学部教授石原富松が就任。開校当初は現在の岩手公園内に仮校舎を設け、授業を開始した。機械、工作機械、電気、採鉱、冶金の5学科を設置し、各学科40名、総定員200名の学生を受け入れた。教育方針として「教育勅語」の精神を基調とし、戦時体制に即応した実学中心の人材育成を掲げた。
その後、現在の盛岡駅西口付近に校地を確保。一般市民の勤労奉仕も動員して本校舎建設を進め、1942年に竣工した。1944年4月には勅令第165号により、盛岡工業専門学校と改称した。

#### 新制岩手大学の設立

##### 東北大学との合併案
盛岡農業専門学校（盛岡高等農林学校)は、1902年に設置された我が国で最初の高等農林学校であり、大正末期から既に単独での大学昇格を目指す動きが存在し、東北農業のメッカとも称される伝統ある学校であった。戦後、農専同窓会が中心となって単独昇格運動が開始されたが、1947年2月、当時の東北帝国大学より新制東北大学農学部としての合併の申し入れがなされる。これは当時の東北帝国大学が農学部を有していなかったためである。農専側は同窓会と教官会議が合併推進を決定し、11月には文部省もこれを認めた。また、当時の盛岡市議会もこれを推進した。
- 大学昇格学生大会盛岡工業専門学校にて

しかしながら、同年11月に岩手選出国会議員野原正勝らが盛岡農専や医科大学、工業専門学校、師範学校などを総合する総合大学案を発表した。これを受けて総合大学期成同盟会が発足するとともに、岩手県議会も総合大学案への支持決議を行った。世論は圧倒的に総合大学案へ傾き、農専教官会議もやむなく方針転換し、これに合流した。
総合大学期成同盟会発足後、農専学生が学生大会で合併案支持を表明するも、最終的には民主的手続きの結果を服することを表明した。また、1948年にGHQ(連合国軍最高司令官総司令部)のCIE(民間情報教育局)から国立大学の一府県一大学の方針が要請され、同年文部省から新制国立大学実施要項が発表されたことにより、国立大学の県をまたがった設置が困難となり、農専の東北大学合併構想は幕を閉じた。こうして、1949年、師範学校を母体とする学芸学部、工専を母体とする工学部、農専を母体とする農学部の３学部で総合大学としての岩手大学が発足する運びとなった。

#### 人文社会科学部の設置

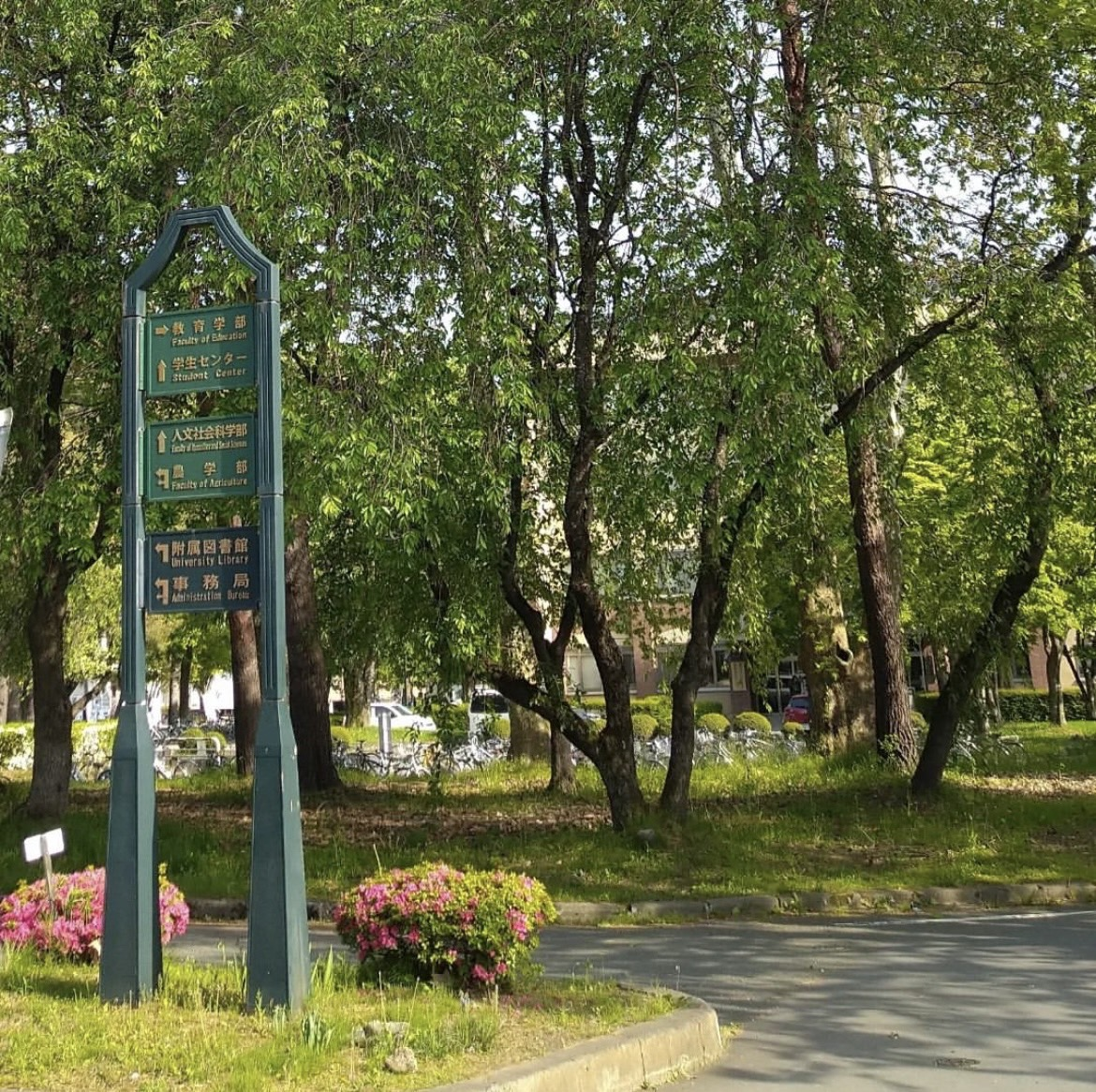
岩手大学人文社会科学部付近

岩手大学では当初、学芸学部の教員が教養教育を担当していた。しかし、それでは不十分であるとして、1954年に「一般教育部」が設置され、全学的な協力の下で教養教育に取り組む「岩大方式」が始まった。
1963年の中教審答申を受け、教養部設置の動きが高まり、1966年には国立学校設置法の改正により、一般教育部を組織変更し、教養部が設置された。しかし、同年学芸学部の教育学部への改組に伴い教養部の教員の四分の一が教育学部へ移動し、教養部発足後は教員数の制約から教養教育予算が削減され、予算・人員共に弱体化した。
そこで、1976年当時の植村定次郎学長や教養部の教員を中心に当時教養学部を総合科学部として新設した広島大学を参考にした一般教養教育改革の構想がまとめられる。文部省との折衝を経て教養部は人文社会科学部と名称を変更し、1977年5月に新設された。教員数は38名から93名と大幅に増員され、専門教育と教養教育の両立が可能となった。

#### 岩手大学合併構想
2000年2月から岩手大学・弘前大学・秋田大学3大学の学長による定期的な懇談会が始まり、教員養成・大学の将来像について意見交換が行われた。2000年8月には「北東北国立3大学連携推進会議」を設置し、単位互換などの具体的な連携策の検討が始まった。2001年8月、3学長が「統合も選択肢の一つ」と合意。同年12月、岩手大学が他の2大学に統合や学部再編の検討体制の構築を提案し、2002年2月に「3大学の再編・統合問題に関する懇談会」が発足した。

##### 現状
岩手大学と弘前大学が前向きな姿勢にある一方、秋田大学は慎重姿勢である。運営諮問会議からも地元の反対意見が表明されている。懇談会は2003年5月の中間報告で、再編・統合の方向性を翌年春までに示す必要性を述べつつ、具体的再編・統合案の議論は時期尚早と判断した。3大学の具体的な目指すべき大学像はまだ不明確な状況である。

#### 東日本大震災の影響

##### 東日本大震災の被害
2011年（平成23年）3月11日の東日本大震災（東北地方太平洋沖地震）で釜石市に滞在していた学部生1人が津波に呑まれ死亡し、多くの学生・教職員が被災した。また、大学本部がある上田キャンパスでは人的被害や火災は発生しなかったが、建物・設備等の多くにひび割れ、破損等が発生した。大学当局は復旧に追われ、予定されていた後期試験を中止。大学入試センター試験の点数で合格者を決める異例の措置を採った。

##### 復興に向けた取り組み
2011年4月には100人規模の学生ボランティアが派遣され、災害支援が行われた。同年10月には釜石市に釜石サテライトを設置し、東京海洋大学・北里大学・岩手大による「三陸水産業の復興と地域の持続的発展に向けた３大学連携推進」の協定書が締結された。また、2012年から2013年にかけて、久慈エクステンションセンター、宮古エクステンションセンター、大船渡エクステンションセンターが設置され、各自治体と連携した復興支援が行われた。
2016年に農学部に水産システム学コースが新設され、2017年には釜石サテライトが釜石キャンパスへと改称した。また、同年立教大学と共同で陸前高田市の協力の下、陸前高田市に陸前高田グローバルキャンパス（岩手大学・立教大学陸前高田サテライト）を設置した。2019年には自治体や企業、NPO法人等で働く社会人向けに、防災・まちづくりを学ぶことができる大学院1年制のコースを設置している。

#### 獣医学部の設置計画
岩手大学では2025年度から理工学部・農学部の改組に伴い、新たに獣医学部の新設計画が予定されている。また、設置が認可されれば、東北の国立大学で初めての獣医学部誕生となる。

### 年表
- 1876年 - 盛岡師範学校設置。

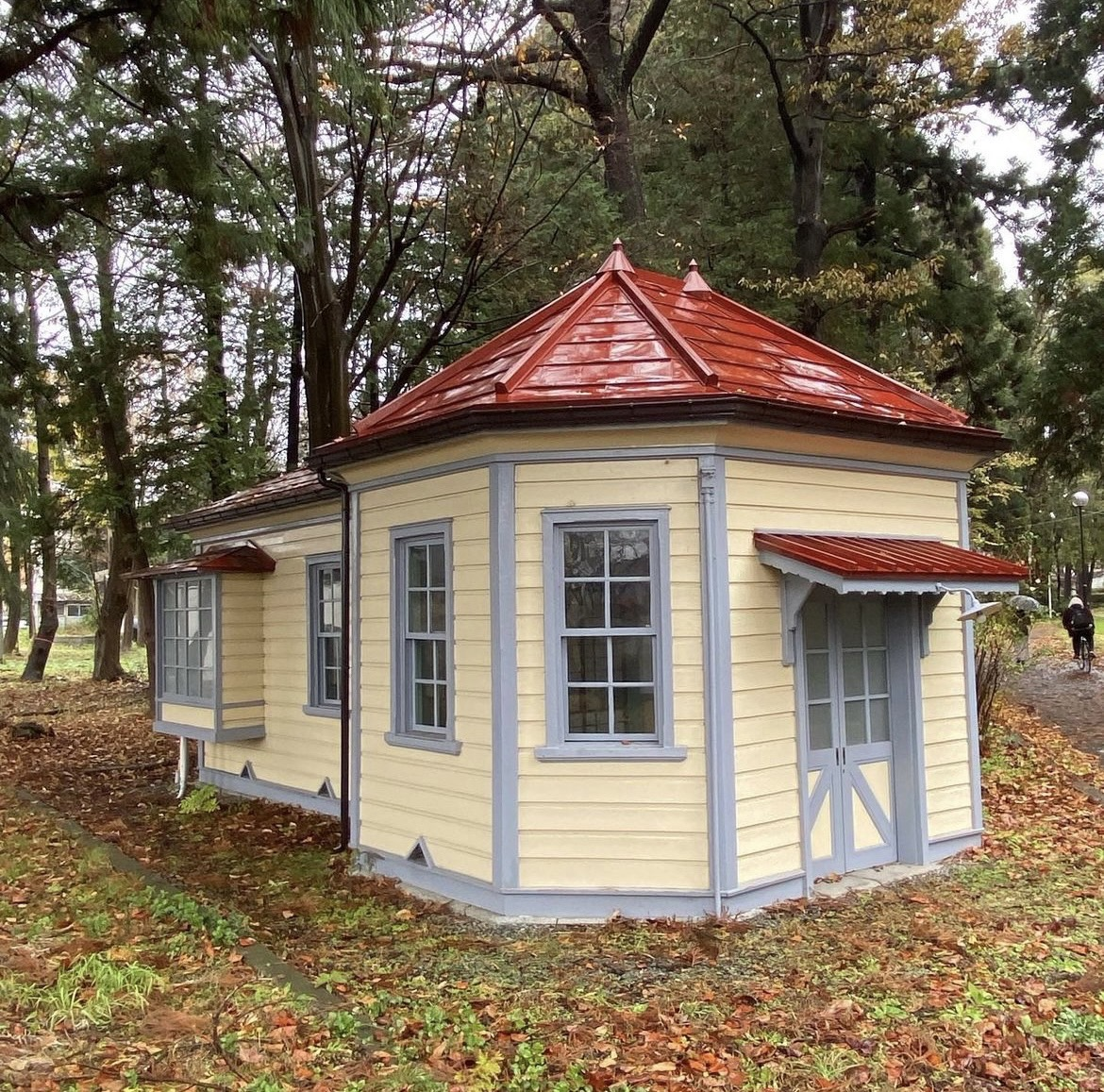
旧盛岡高等農林学校門番所 重要文化財

- 1902年 - 官立盛岡高等農林学校設置。
- 1921年 - 岩手県立実業補習学校教員養成所開設。
- 1939年 - 官立盛岡高等工業学校設置。
- 1943年 - 盛岡師範学校を岩手県立師範、公立岩手師範、岩手県尋常師範、岩手県師範・女子師範を経て官立岩手師範学校に改称。
- 1944年 - 盛岡高等農林学校を盛岡農林専門学校、盛岡高等工業学校を盛岡工業専門学校に改称、岩手県立実業補習学校を官立岩手青年師範学校に改称。
- 1949年 - 国立学校設置法により盛岡農林専門学校、盛岡工業専門学校、岩手師範学校、岩手青年師範学校を統合し、農学部、工学部、学芸学部からなる新制の総合大学として新制岩手大学設置。
- 1953年 - 農学部附属家畜病院設置。
- 1954年 - 一般教育部設置。
- 1964年 - 大学院農学研究科設置。
- 1966年 - 国立学校設置法一部改正により、学芸学部を教育学部と改称。教養部設置。
- 1968年 - 大学院工学研究科設置。
- 1977年 - 教養部を改組し、人文社会科学部設置[22]。
- 1990年 - 大学院人文社会科学研究科設置、大学院連合農学研究科（岩手大学と弘前大学、山形大学、帯広畜産大学の連合）設置。大学院連合獣医学研究科（岩手大学と東京農工大学、岐阜大学、帯広畜産大学の連合）設置。
- 1995年 - 大学院教育学研究科設置。
- 2004年 - 国立大学法人法により、国立大学法人へ移行。

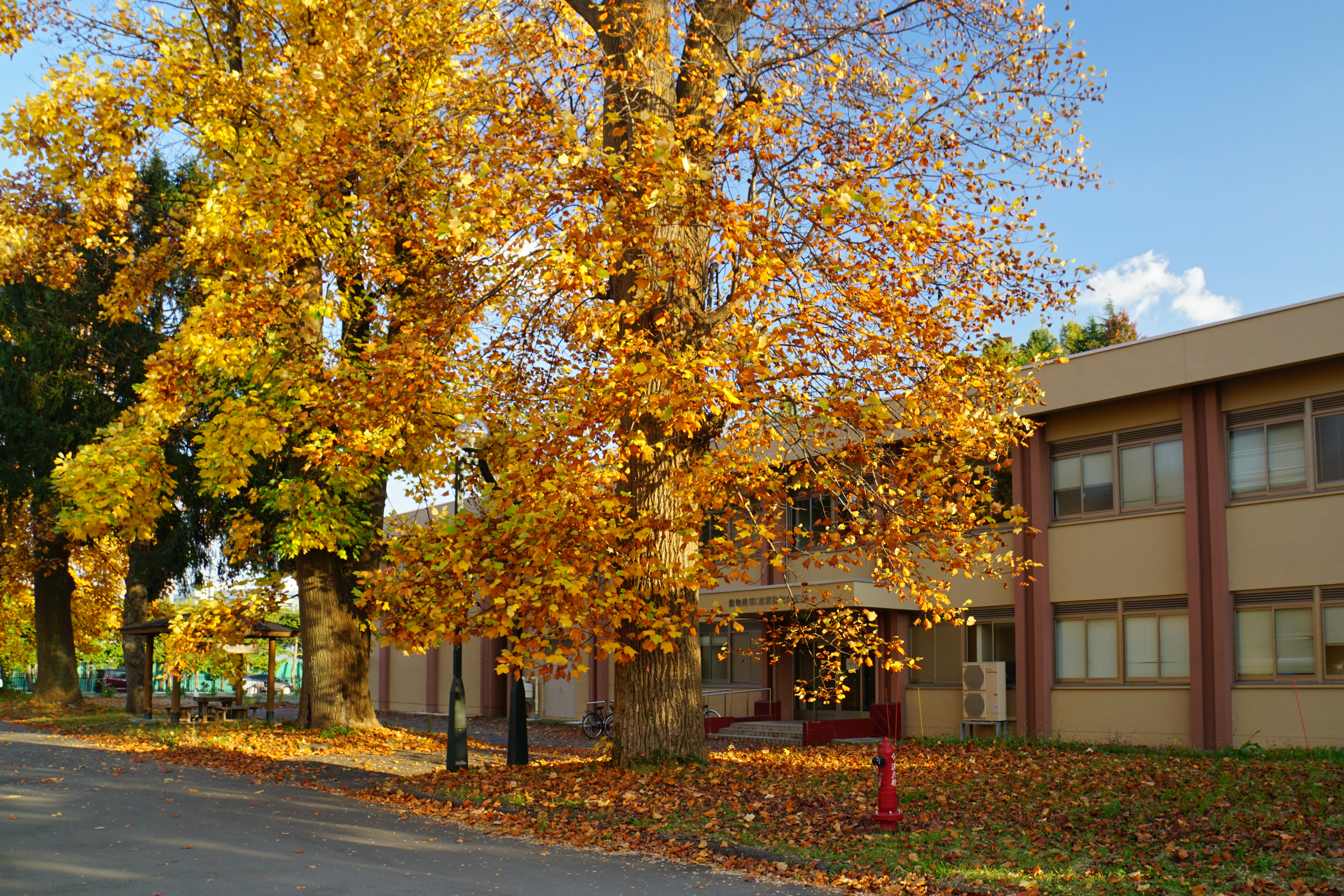
農学部附属動物病院

- 2005年 - 農学部附属家畜病院を農学部附属動物病院に改称。
- 2008年 - 教育学部1号館の名称を教育総合研究棟に変更。
- 2009年 - 一部の学部・研究科を改組。
- 2011年 - 東日本大震災を契機に岩手大学釜石サテライトを設置[23]
- 2016年 - 学部再編。教育学部を教員養成に特化し、工学部を「理工学部」に改組[24]。教職大学院を設置。
- 2017年 - 岩手大学釜石サテライトを釜石キャンパスへと改称[23]。立教大学と共同で陸前高田グローバルキャンパス(岩手大学・立教大学陸前高田サテライト)を設置[7]。
- 2019年 - 理工学研究科を設置
- 2025年 - 理工学部、農学部の組織を改組。獣医学部を開設予定

## 基礎データ

### 学生数
2023年5月1日時点
- 学部生 4553名
- 大学院生 847名

### 所在地

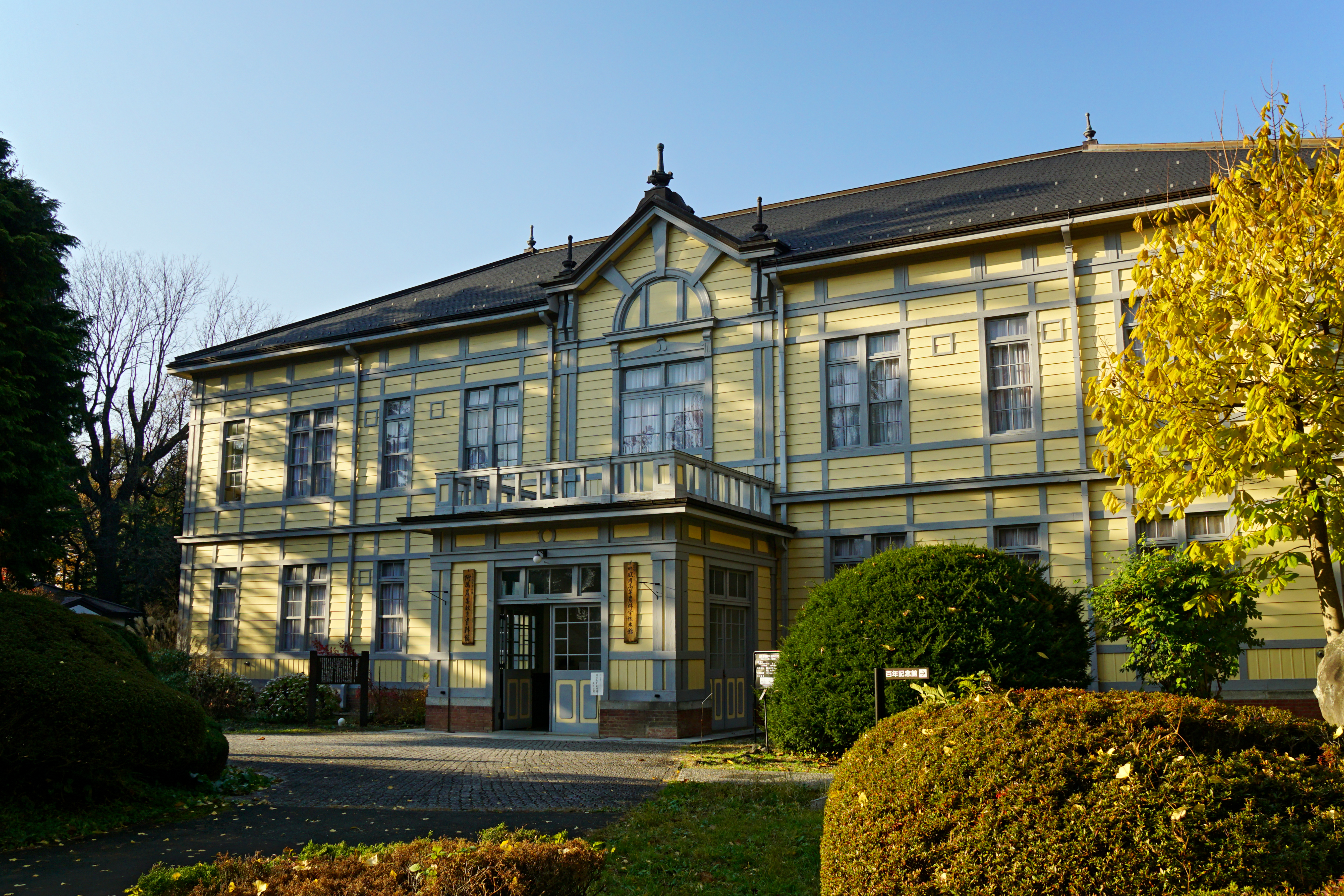
旧盛岡高等農林学校本館（現・農学部農業教育資料館、重要文化財）

- 上田キャンパス （岩手県盛岡市上田3丁目18-8）
- 釜石キャンパス （岩手県釜石市平田3-75-1）
- 陸前高田グローバルキャンパス（岩手大学・立教大学陸前高田サテライト） （岩手県陸前高田市米崎町神田107-10）

### 歴代学長
この節の出典
| 代 | 氏名       | 任期                                               |
| -- | ---------- | -------------------------------------------------- |
| 1  | 鈴木重雄   | 1949年(昭和24年)5月31日〜1949年(昭和24年)12月19日  |
| 1  | 鈴木重雄   | 1949年(昭和24年)12月20日〜1959年(昭和34年)12月19日 |
| 2  | 樋口盛一   | 1959年(昭和34年)12月20日〜1969年(昭和44年)12月19日 |
| 3  | 黒澤誠     | 1969年(昭和44年)12月20日〜1973年(昭和48年)12月19日 |
| 4  | 植村定次郎 | 1973年(昭和48年)12月20日〜1974年(昭和49年)4月13日  |
| 5  | 加藤久彌   | 1974年(昭和49年)4月13日〜1974年(昭和49年)6月4日    |
| 5  | 加藤久彌   | 1974年(昭和49年)6月5日〜1980年(昭和55年)6月4日     |
| 6  | 原田三郎   | 1980年(昭和55年)6月5日〜1986年(昭和61年)6月4日     |
| 7  | 高橋八浪   | 1986年(昭和61年)6月5日〜1990年(平成2年)6月4日      |
| 8  | 船越昭治   | 1990年(平成2年)6月5日〜1996年(平成8年)6月4日       |
| 9  | 海妻矩彦   | 1996年(平成8年)6月5日〜2002年(平成14年)6月4日      |
| 10 | 平山健一   | 2002年(平成14年)6月5日〜2008年(平成20年)6月4日     |
| 11 | 藤井克己   | 2008年(平成20年)6月5日〜2014年(平成26年)3月31日    |
| 12 | 堺茂樹     | 2014年(平成26年)4月1日〜2014年(平成26年)11月16日   |
| 13 | 岩渕明     | 2015年(平成27年)3月16日〜2020年(令和2年)3月31日    |
| 14 | 小川智     | 2020年(令和2年)4月1日〜現職                        |

## 学部・学科
人文社会科学部
（2016年入学生以降）
- 人間文化課程
  - :専修プログラム：行動科学、スポーツ科学、現代文化、異文化間コミュニティ、歴史、芸術文化、英語圏文化、ヨーロッパ語圏文化、アジア圏文化
- 地域政策課程
  - :専修プログラム：政策法務、企業法務、地域社会経済、地域社会連携、環境共生

教育学部
（2016年4月入学生から適用）
- 学校教育教員養成課程
  - 小学校教育コース
  - 中学校教育コース
  - 理数教育コース
  - 特別支援教育コース

理工学部（2016年度に設置）
- 理工学科（2025年度予定）
  - 化学コース
  - 数理・物理コース
  - 材料科学コース
  - 知能情報コース
  - クリエイティブ情報コース
  - 電気電子・情報通信コース
  - 機械知能航空コース
  - 社会基盤・環境工学コース
- 化学・生命理工学科（2024年度まで）
  - 化学コース[注 5]
  - 生命コース[注 6]
- 物理・材料理工学科（2024年度まで）
  - 数理・物理コース[注 7]
  - マテリアルコース[注 8]
- システム創成工学科（2024年度まで）
  - 電気電子通信コース[注 9]
  - 知能・メディア情報コース[注 10]
  - 機械科学コース[注 11]
  - 社会基盤・環境コース[注 12]

農学部
（2025年度入学生以降）
- 食料農学科（50人）
  - 農学コース、食品健康科学コース
- 生命科学科（51人）

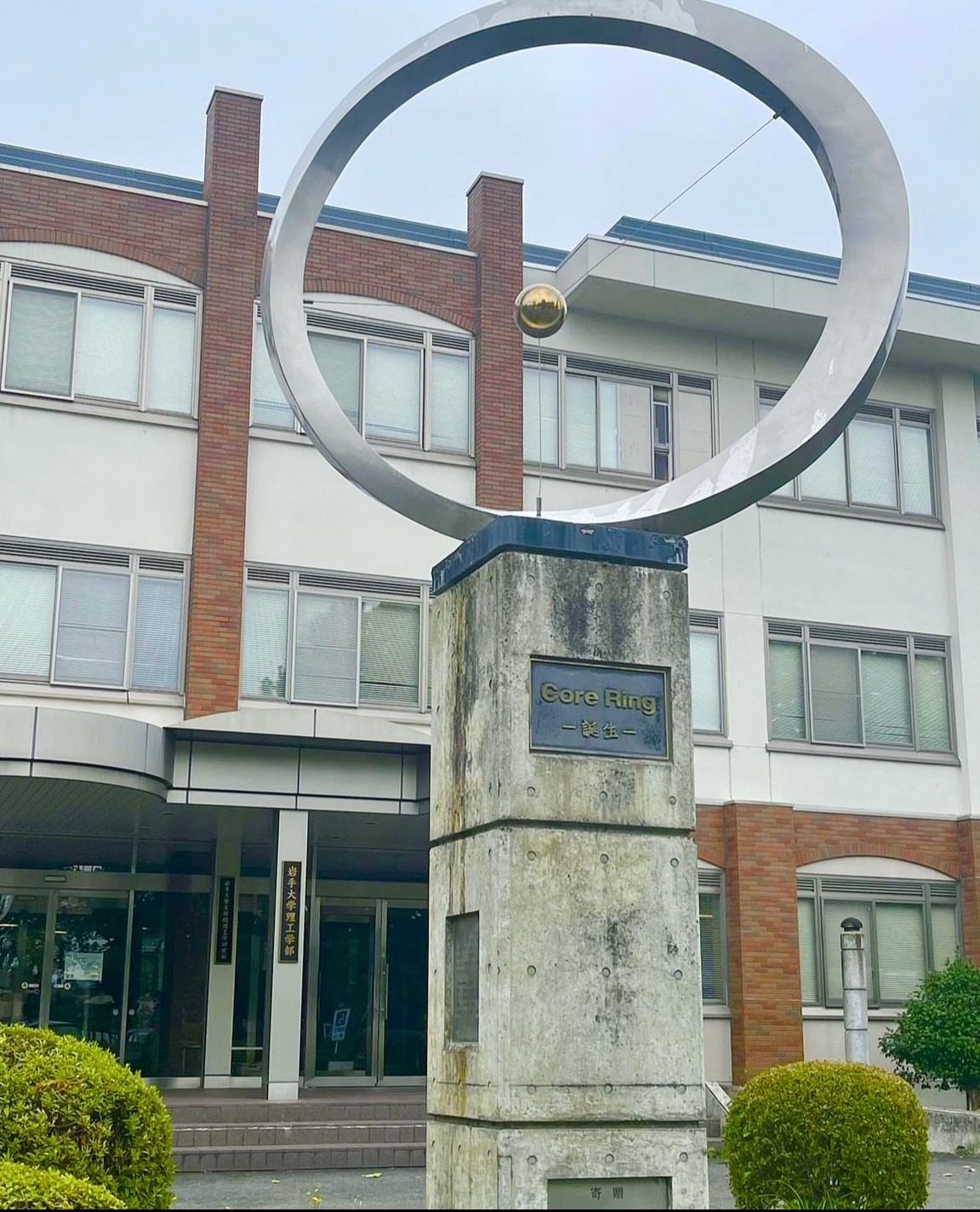
岩手大学理工学部前Core Ring 『-誕生-』

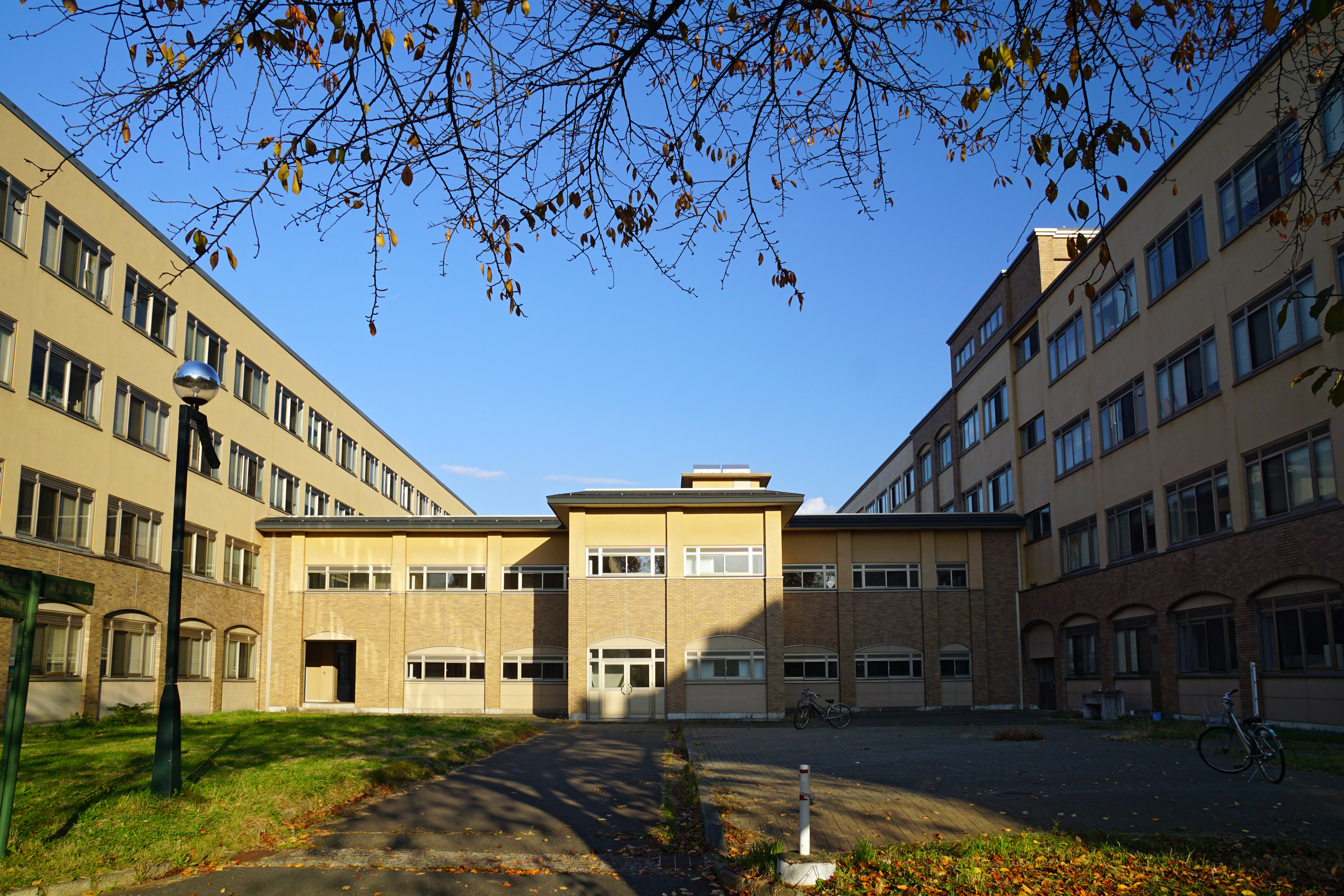
農学部講義棟

  - 分子生物機能学コース、分子生命医科学コース
- 地域環境科学科（70人）
  - 革新農業コース、森林科学コース
- 動物科学・水産科学科（55人）
  - 動物科学コース、水産システム学コース

獣医学部（2025年度新設予定）
- 共同獣医学科

### 以前の学部学科組織構成
人文社会科学部
（2016年度に募集停止）
- 人間科学課程[注 13]
  - 人間情報科学コース
  - 行動科学コース
- 国際文化課程[注 14]
  - 文化システムコース
  - アジア文化コース
  - 欧米言語文化コース
- 法学・経済課程[注 14]
  - 法学コース
  - 経済コース
- 環境科学課程
  - 環境科学コース

教育学部
（2015年4月入学生まで適用）
- 学校教員養成課程
  - 学校教育コース[注 15]
  - 特別支援教育コース
- 生涯教育課程 - 募集を停止されており、2019年3月末に廃止予定。
  - 日本語・地域文化コース
  - スポーツ教育コース
- 芸術文化課程 - 募集を停止されており、2019年3月末に廃止予定。
  - 美術・デザインコース
  - 書道コース
  - 音楽コース

工学部（2016年度に募集停止）
- 応用化学・生命工学科
- マテリアル工学科
- 電気電子・情報システム工学科[注 16]
  - 電気電子工学コース
  - 情報システム工学コース
- 機械システム工学科
- 社会環境工学科

農学部
（2016年度～2024年度）
- 植物生命科学科
  - 作物学分野
    - 園芸学分野蔬菜花卉園芸学
    - 園芸学分野果樹園芸学

  - 植物育種学分野
  - 植物病理学分野
  - 応用昆虫学分野
    - 植物生理学分野生命適応機能
    - 植物生理学分野植物ホルモン生物学

  - 植物・微生物群相互作用分野
- 応用生物化学科
  - 生体熱制御システム学分野　
  - 細胞生物学分野　
  - 応用微生物学分野　
  - 天然物生化学分野　
  - 栄養化学分野　
  - 食品工学分野　
  - 土壌学分野　
  - 食品化学分野　
  - 生化学分野　
  - 分子生物学分野　
  - 植物栄養生理学分野
- 森林科学科
  - 林業生産工学分野　
  - 森林資源化学分野　
  - 砂防学分野　
  - 森林動態制御分野
  - 森林・環境教育分野　
  - 森林保全生態学分野　
  - 保全生物学分野　
  - 森林政策学分野　
  - 木質資源工学分野　
  - 造林学分野（森林生態学分野）
  - 野生動物管理学分野
- 食料生産環境学科
  - 農村環境デザイン学コース（農業工学分野）
  - 食産業システム学コース
    - 農業経営・経済学分野
    - 植物環境制御学分野（気候、栽培システム）
    - 農作業システム学分野（機械制御系）
    - 農業循環科学分野（廃棄物処理）
    - 農産物流通科学分野（加工技術、安全科学）

  - 水産システム学コース
    - 水産システム学分野（水族遺伝学）
    - 水産増殖学分野
    - 水産システム学分野（水産食品加工学）
    - 水産システム学（漁業資源生態学）
- 動物科学科
  - 動物生理学分野　
  - 動物遺伝育種学分野　
  - 動物生殖工学分野　
  - 動物栄養機能学分野　
  - 動物行動学分野　
  - 家畜繁殖学分野　
  - 家畜生産生理学分野　
  - 家畜飼養学分野　
  - 草地学分野　
  - 食肉科学分野
- 共同獣医学科（2025年度から獣医学部へ）

## 研究科
- 総合科学研究科（修士課程）[27]
  - 地域創生専攻
    - 地域産業コース
    - 地域・コミュニティデザインコース
    - 人間健康科学コース

  - 総合文化学専攻
    - 日本文化理解プログラム
    - グローバル文化発信プログラム
    - アート発信プログラム
    - 地域文化リノベーションプログラム
    - 文化多様性理解プログラム

  - 理工学専攻
    - 物質化学コース
    - 生命科学コース
    - 数理・物理コース
    - 材料科学コース
    - 電気電子通信コース
    - 機械・航空宇宙コース
    - 知能情報コース
    - デザイン・メディア工学コース

  - 農学専攻
    - 植物生命科学コース
    - 応用生物化学コース
    - 動物科学コース
- 教育学研究科（修士課程）[注 17]
  - 教職実践専攻（教職大学院）- 2016年4月設置
  - 学校教育実践専攻
    - 教育実践コース[注 18]
      - 学校実践分野
      - 学校臨床分野
      - 生活自立力開発分野

    - 特別支援教育コース[注 19]

  - 教科教育専攻
    - 国語教育コース[注 20]
    - 社会科教育コース[注 21]
    - 数学教育コース[注 22]
    - 理科教育コース[注 23]
    - 音楽教育コース[注 24]
    - 美術教育コース[注 24]
    - 保健体育コース[注 25]
    - 英語教育コース[注 26]
- 理工学研究科（博士課程）[28]
  - 自然・応用科学専攻
    - 有機・高分子化学コース
    - 無機・物理化学コース
    - 生命工学コース

  - システム創生工学専攻
    - マテリアル創成分野
    - エネルギー科学分野
    - 環境リサイクル分野

  - 電気電子・情報システム工学専攻
    - 電子デバイス工学分野
    - 電子システム工学分野
    - 電子エネルギー工学分野
    - コンピュータ工学分野
    - システム情報工学分野

  - デザイン・メディア工学専攻
    - デザイン工学分野
    - メディア工学分野
- 獣医学研究科（4年制博士課程）[29]
  - 共同獣医学専攻
    - 講座：動物基礎医学、獣医衛生科学、獣医臨床医科学[30]
- 農学研究科（修士課程）
  - 農学生命専攻[注 27]
  - 応用生物化学専攻[注 28]
  - 共生環境専攻[注 29]
  - 動物科学専攻[注 30]
  - バイオフロンティア専攻[注 31]
- 連合農学研究科（博士課程）[31]
  - 生物生産科学専攻
    - 連合講座：植物生産学、動物生産学、生物生態制御学

  - 生物資源科学専攻
    - 連合講座：生物分子機能学、ゲノム・細胞システム工学、食品科学

  - 地域環境創生学専攻
    - 連合講座：地域資源・環境経済学、地域環境工学、地域資源・環境管理学

## 学系
教員所属組織
- 人文科学系
- 社会科学系
- 教育学系
- 芸術・スポーツ学系
- 物質機能・エネルギー科学系
- システム理工学系
- 環境科学系
- 基礎自然科学系
- 応用生命科学系
- 動物医科学系
- 全学施設系

## 現代的教育ニーズ取組支援プログラム等
- 熱-生命システム相関学拠点創成（文部科学省・21世紀COEプログラム）連合農学研究科生物資源科学専攻
- 各学部の特性を生かした全学的知的財産教育（文部科学省・現代的教育ニーズ取組支援プログラム）

### 象徴

#### スクールカラー
岩手大学のスクールカラーは 岩大グリーン(#196d27)である。これは上田キャンパスの豊かな自然景観と宮沢賢治の詩集「春と修羅」にある、ドイツ語の"ZYPRESSEN"(日本語訳で糸杉)が由来となっている。
また、各学部ごとのカレッジカラーも存在する。
- 人文社会科学部 -   橙色 (#fcc41c)
- 教育学部 -   桜色 (#ee7d96)
- 理工学部 -   水色 (#04a9e3)
- 農学部 -   黄緑色 (#7ab127)

#### 学章・学生歌
- 学章は、桐の葉と花に「大学」の文字を重ねたもの。いわゆる桐紋ではなく、独自のデザインである。公募によるデザインを採用し、1952年制定。作成者は岩手大学学芸学部特設美術科教授藤原徳太郎[32]。
- 学生歌は『花ふゝみたる桐の葉を』。作調：平田馨、作曲：千葉了道。[33]

#### マスコットキャラクター
- 公式マスコットとして「岩手」の岩と岩手県の名前の由来である三ツ石神社の岩の手形を押した鬼をイメージしたキャラクター「がんちゃん」が制定されており、各種グッズの販売も行われている。また、このキャラクター名は岩手銀行と共同で設置した幼稚園の愛称「がんちゃんすくすく幼稚園」にも用いられている[34]。また、特許庁にて商標登録されている。(第4831847号[35]・第4859373号[36])

#### 評価
- 大学ブランド・イメージ調査（日経ＢＰコンサルティング）東北 2位 (2018-2019年）[37]

- 第一回エコ大学ランキング総合一位[38]

- 第21回地球環境大賞文部科学大臣賞受賞[39]

## 大学関係者と組織

### 同窓会
- 一祐会（工学部・理工学部）
- 北水会（農学部）
- 北桐会（教育学部）
- 七友会（人文社会科学部）

## 大学生活

### キャンパス
岩手大学は2017年まで上田キャンパスのみの単一キャンパスであった。2017年からは2つのキャンパスが新設されたが、釜石キャンパスは農学部の一部のコースの学生の3・4年時のみ利用、陸前高田グローバルキャンパスは主に交流活動に利用されるため、ほとんどの学生は上田キャンパスで過ごすこととなる。

#### 上田キャンパス

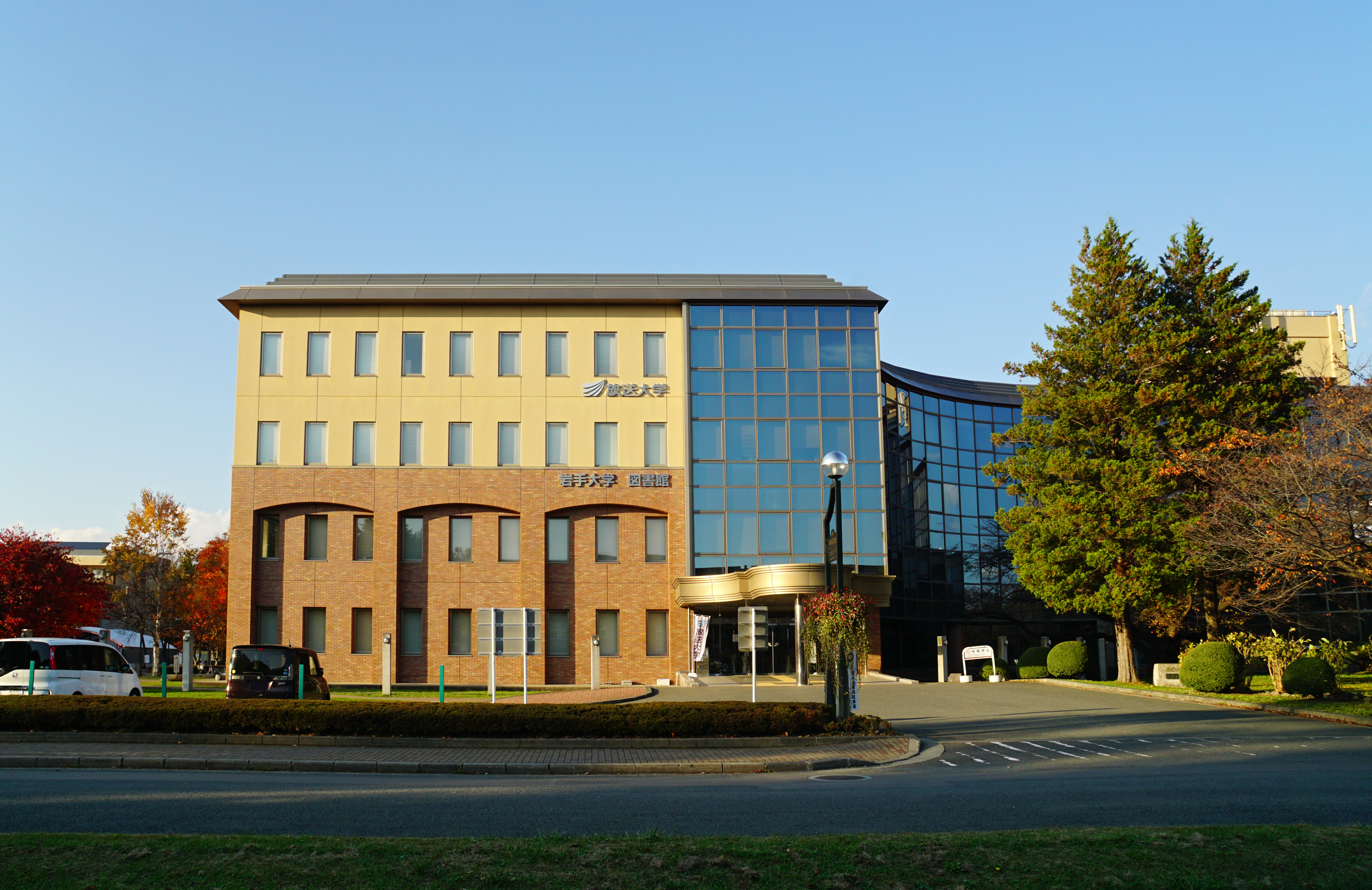
上田キャンパス図書館に併設される放送大学岩手学習センター

人文社会科学部、教育学部、理工学部、農学部の4学部及び教育研究支援施設が集まっている。盛岡市道を挟んだ南側には人文社会科学部、教育学部、農学部、北側には理工学部が設置されている。このように、理工学部のみ市道を挟んだ北側に設置されているのは、かつて岩手大学理工学部の前身である盛岡高等工業学校が1937年に内丸から盛岡高等農林学校の隣に移転した名残である。キャンパス内は植物園、自然観察園など自然に溢れており、近隣住民が散歩等に利用することが多い。盛岡高等農林学校時代の建物や温室が現存しており、特に農業教育資料館や門番所は国の重要文化財として登録されており、当時に建てられた建築物の多くは現在も岩手大学ミュージアムなどの展示施設として利用されている。。キャンパス内岩手大学図書館３・４階には放送大学岩手学習センターが設置されており、多様な学習の機会が提供されている。
- 交通アクセス

| 運行事業者   | 乗車ターミナル       | 路線・系統                              | 下車停留所 |
| ------------ | -------------------- | --------------------------------------- | ---------- |
| 岩手県交通   | 盛岡駅バスターミナル | 307/334/311                             | 岩手大学前 |
| 岩手県北バス | 盛岡駅バスターミナル | ｢E01 厨川駅」行き/｢E03 厨川駅西口」行き | 岩手大学前 |

| 運行事業者 | 乗車ターミナル | 系統 | 下車停留所   |
| ---------- | -------------- | ---- | ------------ |
| 岩手県交通 | 盛岡駅         | 311  | 理工学部東口 |

- ただし、いずれの場合も盛岡駅方面に向かう場合は｢上田二丁目｣から乗車する。
- 盛岡駅より徒歩25分

#### 釜石キャンパス

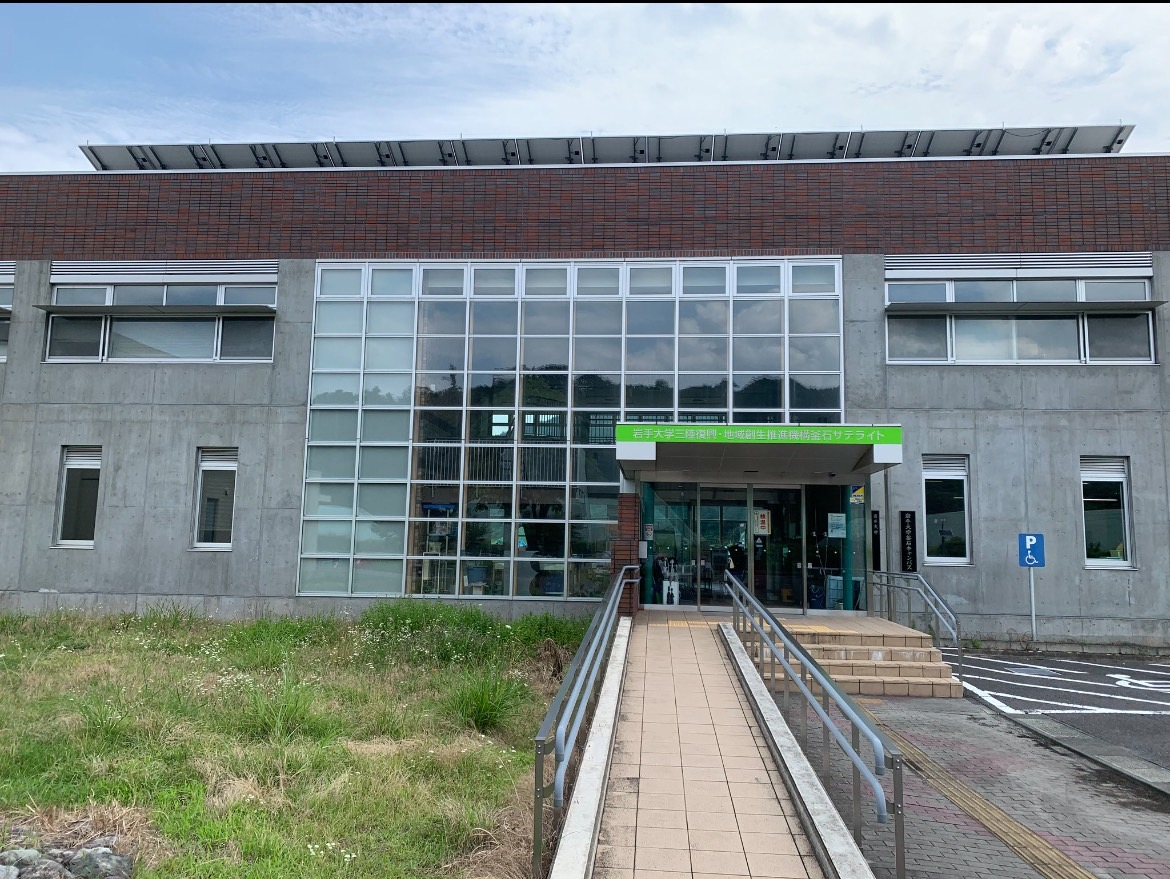
岩手大学釜石キャンパス

東日本大震災からの復興支援の一環として、2011年旧北里大学海洋バイオテクノロジー釜石研究所跡地に岩手大学釜石サテライトが置された。2017年10月に岩手大学釜石サテライトから改称され釜石キャンパスを設置した。主に農学部水産システム学コースの一部の学生が利用する。2019年には全国初となる地方公共団体（岩手県・釜石市）からの補助金を活用して総合教育研究棟（水産系）が設置された。平田駅徒歩15分の位置にある。

#### 陸前高田グローバルキャンパス（岩手大学・立教大学陸前高田サテライト）

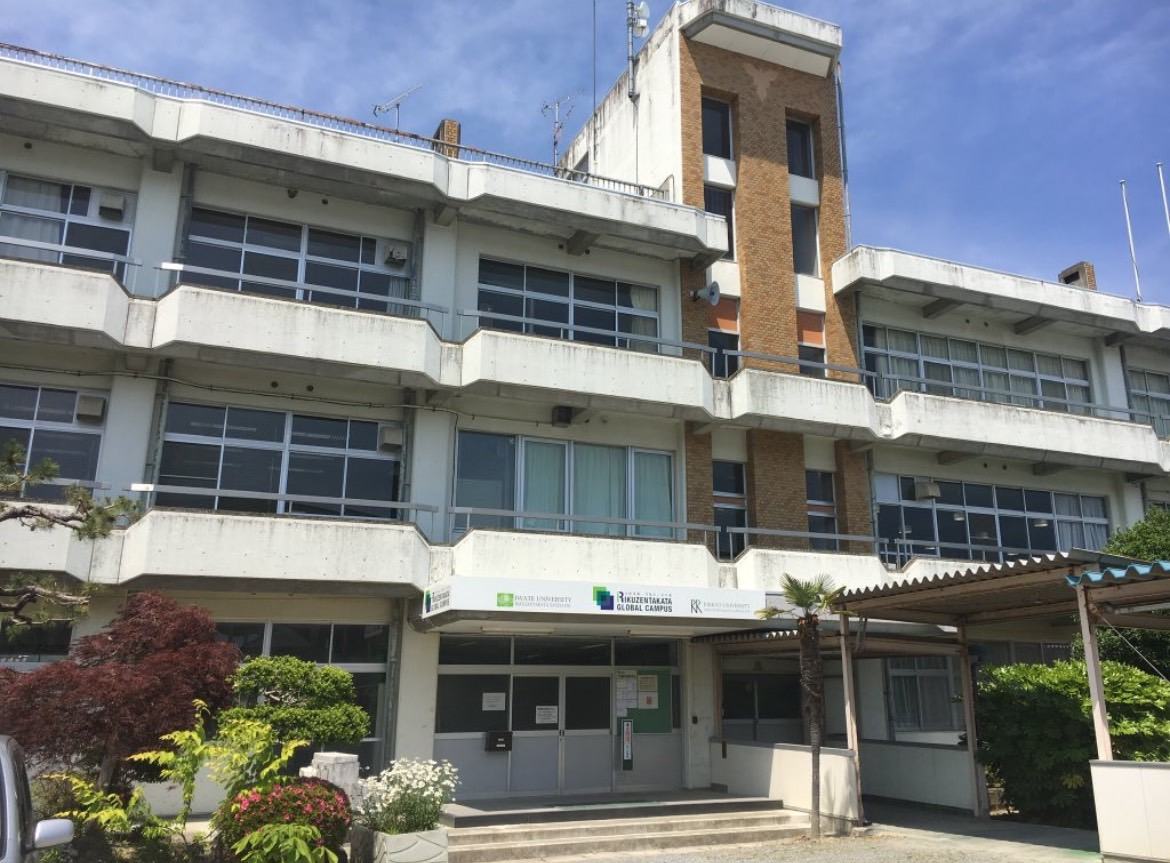
陸前高田グローバルキャンパス

愛称は「たかたのゆめキャンパス」である。東日本大震災による陸前高田市の復興支援の一環として、2017年4月、陸前高田市協力のもと岩手大学と立教大学が共同で設置した。建物は旧陸前高田市立米崎中学校の建物が改装され使われている。主に三陸地域の交流活動や復興支援の拠点となっている。

##### 設立の経緯
立教大学は、2003年から陸前高田市矢作町生出地区で夏季の林業体験プログラムを開始し、陸前高田市との継続的な交流がされていた。2011年3月東日本大震災が発生し、陸前高田市に甚大な被害を与える。これを受けて岩手大学と立教大学は学生ボランティア等を通じて、被災地の復興支援に注力した。2016年1月陸前高田市、岩手大学、立教大学の三者は、相互協力及び連携協定を締結し、2017年4月陸前高田グローバルキャンパスが正式にオープンした。キャンパスは、旧陸前高田市立米崎中学校の校舎を利用し、陸前高田市が国の地方創生加速化交付金を用いて改修された。
- 大船渡線BRT脇ノ沢駅徒歩25分

### 大学寮
上田地区（上田キャンパス内）に自啓寮、同袍寮、高松地区（大学から約2km）に北謳寮、紅梅寮を置く。また、自啓寮は２人部屋男子寮、同袍寮、北謳寮は個室男子寮、紅梅寮は個室女子寮である。また、自啓寮、同袍寮はそれぞれ岩手大学の前身である、盛岡高等農林学校、盛岡高等工業学校時代の寄宿舎から続く伝統のある寮である。

#### 自啓寮の歴史
自啓寮は、盛岡高等農林学校の学生寄宿舎であった。大正時代初期に設立され、多くの学生が生活していた。宮澤賢治もこの寄宿舎に滞在し、室長もつとめていた。宮沢賢治は1915年4月から1917年4月までの約2年間、自啓寮で生活し、この期間は宮沢賢治の創作活動に大きな影響を与えた時期とされる。宮沢賢治の親友であり、『銀河鉄道の夜』のキャラクター、カンパネルラのモデルとなった保阪嘉内は宮澤賢治と同室であった。。盛岡高等農林学校時代の自啓寮は老朽化により移転しているが、かつての跡地には郷土森林生態観察モデル林が造成され、自啓寮跡碑が建てられた。

#### 同袍寮の歴史
同袍寮は、盛岡高等工業学校の学生寄宿舎であった。盛岡高等工業学校設立時、盛岡市は、45万円の拠出を行ったが、学生寄宿舎の費用はその中に含まれていなかった。当時の雪沢県知事は県財政の苦境から、 中村松尾鉱業に寄宿舎建設にかかる費用の寄附を懇願した。当時の社長であった中村房次郎氏はこれを快諾し、学生寄宿含建築費として32万円の寄附を申し出た。こうして盛岡高等工業学校の寄宿舎「同袍寮」が設置された。その後、1956年に同袍寮前に中村氏を称える頌徳碑が設置された。

### 学園祭
毎年10月に、上田キャンパス構内で、「不来方祭」を開催している。不来方祭では一般の来場者を迎え、サークルや団体による野外ステージ・屋外屋内の模擬店の出展が行われる。

### 学生委員会・サークル・同好会等の学生活動
岩手大学には約140の課外活動団体があり学生主体の「委員会」の他、「サークル」「同好会」が存在する。
また、毎年４月には新入生勧誘のためのサオリ（サークルオリエンテーション）やサフェス（サークルフェスティバル）が行われる。
2023年12月時点

#### 学生委員会
（この節の出典：）
- 学生議会運営委員会
- 学友会
- 不来方祭実行委員会
- 新入生歓迎実行委員会
- 環境マネジメント学生委員会
- 男女共同参画推進学生委員会GESCO

#### 体育系サークル
（この節の出典：）
- 合気道部
- アーチェリー部
- アメリカンフットボール部
- オリエンテーリング部
- 空手道部
- 基礎スキー部
- 弓道部
- 競技スキー部
- 剣道部
- 硬式庭球部
- 硬式野球部
- サイクリング部
- サッカー部
- ボルダリング部
- 少林寺拳法部
- 自動車部
- 柔道部
- 準硬式野球部
- 軟式野球部
- 水泳部
- 漕艇部
- 走友会
- ソフトテニス部
- 卓球部
- ハンドボール部
- 馬術部
- バスケットボール部
- バドミントン部
- バレーボール部
- ボクシング部
- ラクロス部
- ラグビー部
- 陸上競技部
- ワンダーフォーゲル部
- 居合道部
- 岩手大学フットサル部 クロスカラーズ
- 自転車競技部

#### 文化系サークル
（この節の出典：）
- アカペラサークル VOIVOI
- 岩手大学くらむぼん Jazz Orchestra
- うたごえサークル
- SF研究会
- 華道部
- 岩手大学管弦楽団
- 岩手大学合唱団
- 競技舞踏部
- ギターアンサンブル
- 軽音楽部
- 劇団かっぱ
- K子班キッズ
- サークルU
- 茶道部
- ジャズ研究会
- 三曲部
- 写真部
- 将棋部
- GHK岩大放送研究部
- 吹奏楽部
- ため池保全サークル ike-ic
- 天文部
- 動画研究会
- 農牧舎
- BBS会
- Have a break!～しどろもどろシンドローム～
- 漫画研究会ちほうじん
- マンドリンクラブ
- 民俗芸能サークルばっけ
- みんなであそぼ！ パペット☆きっず
- 野草の会
- 野鳥の会
- 有機農業研究会
- ロック研究会
- 映画研究部
- まちづくりサークルNPCN（New Power Creative Network）
- いのちのサークル ねこの手
- 岩手大学さんさ踊り実行委員会
- 落語研究会
- 岩手大学YMCA
- 三陸委員会ここより
- 岩手大学アクションサークル-Act-
- 岩手大学ツキノワグマ研究会
- 自然史探偵団
- あぐり塾

#### 同好会
（この節の出典：）
- アルティメット同好会RASIS
- IWATE STREET PERFORMANCE CLUB
- ソフトボール同好会
- スキューバダイビングサークル AQUARIUS
- Nature Circle けらけら
- バスケットボール同好会
- バレーボール同好会
- 文芸同好会
- Livestock研究会
- JACKASS
- 法学研究サークルILC
- ダンス同好会 bizarre
- 岩手大学ケルト音楽研究会 i-celt
- 岩手大学LGBTs学生団体Poi
- スケート同好会
- ポケモン同好会
- WILD-野生動物研究会-
- 岩手大学航空研究会Decoller
- 岩手大学サバイバルゲームチームSagittarius
- 音ゲー同好会 がんぼる
- 百人一首同好会
- パン研究会
- マジック同好会
- 卓球同好会
- 英会話サークル Chatswood
- 岩手大学カーリング同好会
- 体操同好会
- ピアノサークル
- 岩手大学スマブラ同好会
- クイズ研究会
- スタジオジブリ同好会
- 岩手大学短歌部
- 推理小説研究会
- 書道同好会
- スポーツレクリエーション同好会 サボテン
- 競技デュエマサークル-Malt-
- 岩手大学釣り同好会
- TRPG同好会
- 岩手大学鉄道研究会
- 岩手大学筋トレ同好会
- 岩手大学ロケット同好会 Thany
- 岩手大学クラブミュージック同好会 GANS
- 武術太極拳同好会
- 囲碁部
- 読書会
- 美術同好会アカンサス
- 創作同好会
- スタジオ CGMA
- 旅行同好会「KIBUN」
- 日本思想研究会
- バドミントン同好会HEAT
- 岩手大学オーシャンフード同好会－Fish of－

#### 学内カンパニー
学内カンパニーは2009年から岩手大学理工学部ものづくりエンジニアリングファクトリーが提供する学びの実践の場であり、学生が主体となって運営する仮想的な企業であり、理工学部以外も参加可能である。所属する学生は事業企画、設計、部品発注、試作、製作、業績把握、損益確認など、一般企業のような業務を経験する。また、活動に応じて給与も発生する。2023年6月時点で正カンパニー11社、準カンパニー1社が認定されている。

#### 工学GIRLS
工学GIRLSは理工学部女子の有志で構成され2010年から活動している。工学GIRLSは比較的男性比率の高い理工学部を女子学生にとって過ごしやすい環境にすること、理系・理工学の魅力を発信して理工学部に女子を増やすことの2つを目的としており、小中学生向けの科学教室、オープンキャンパスでの女子高生向けの相談会を主な活動としている。

#### NEXT STEP工房
NEXT STEP工房は2018年度から活動している岩手大学の学生による地域に関わる研究や活動プロジェクトを活発化することを目指す、地域活動や研究支援のプラットフォームである。NEXT STEP工房は岩手大学の身近な地域の活性化やそこが抱える課題解決を目指して活動している学生団体がより活動しやすい環境を整え活動の場を提供することを目的とする。該当する学生団体の活動が認定されることで、活動費の支援等が発生する。

## 附属機関
岩手大学組織図による。

### 教育研究施設
- 地域防災研究センター（自然災害解析部門、防災まちづくり部門、災害文化部門）
- 平泉文化研究センター
- 三陸水産研究センター
- ものづくり技術研究センター
- 次世代アグリイノベーション研究センター

### 教育研究推進施設
- 教育推進機構（教養教育センター、グローバル教育センター、教育推進連携部門、学生支援部門、キャリア支援部門）
- 研究推進機構（プロジェクト推進部門、研究基盤管理・機器分析部門）
- 入試センター
- 教員養成支援センター
- 情報基盤センター
- 保健管理センター
- RI総合実験センター
- 図書館

### 特定事業推進室等
- 三陸復興・地域創生推進機構（地域連携推進機構と三陸復興推進機構を統合）[63]
  - 実践領域
    - 三陸復興部門（久慈市と宮古市、大船渡市にエクステンションセンター、釜石市にサテライトとものづくりサテライト等）
    - 地域創生部門（盛岡市産学官連携研究センターなどインキュベーター、スポーツユニオン、アートフォーラム、宮澤賢治センター等）
    - 生涯学習部門（防災リーダー育成プログラム、シニアカレッジ、いわてアグリフロンティアスクール等）

  - 教育研究領域
    - ものづくり技術教育研究部門（ものづくり技術研究センター）
    - 三陸水産教育研究部門（三陸水産研究センター）
    - 地域防災教育研究部門（地域防災研究センター）
    - 平泉教育研究部門（平泉文化研究センター）
- 国際連携室
- 環境マネジメント推進室
- COC推進室
- 評価室
- 男女共同参画推進室

### 学部附属の教育研究施設
- 人文社会科学部
  - こころの相談センター
- 教育学部
  - 附属教育実践総合センター
  - 附属自然観察園
- 工学部
  - 附属融合化ものづくり研究センター
    - 金型技術研究部門
    - 鋳造技術研究部門
    - 複合デバイス技術研究部門

  - 附属ソフトパス工学総合研究センター
  - 附属ものづくりエンジニアリングファクトリー
- 農学部
  - 附属寒冷フィールドサイエンス教育研究センター
  - 附属動物病院
  - 附属寒冷バイオフロンティア研究センター
  - 附属動物医学食品安全教育研究センター
  - 附属生物環境制御装置室
  - 附属植物園
  - 附属農業教育資料館
  - 附属自然エネルギー利用温室

### 附属学校
- 岩手大学教育学部附属幼稚園
- 岩手大学教育学部附属小学校
- 岩手大学教育学部附属中学校
- 岩手大学教育学部附属特別支援学校

## 地域・社会との関わり

### 産学官民金連携
三陸復興・地域創生推進機構を中心に、金融機関を含めた企業や地方自治体との連携に取り組んでいる。個々の企業との共同研究や協定のほか、いわて産学連携推進協議会を通じて大学発シーズの実用化を進めている。2007年には大学の研究成果の企業への技術移転、新規創業支援及び研究開発型企業の誘致を推進する拠点施設である「盛岡市産学官連携研究センター(コラボMIU)」や2018年には企業と連携し実証研究を行う拠点施設である「銀河オープンラボ」を開設した
。

### 自治体との相互友好協力協定
（この節の出典：｝
- 釜石市
- 宮古市
- 北上市
- 水沢市（現  奥州市）
- 二戸市
- 花巻市
- 盛岡市
- 江刺市（現  奥州市）
- 滝沢市
- 久慈市
- 遠野市
- 奥州市
- 八幡平市
- 大船渡市

### 大学発ベンチャー企業
- （株）アイカムス・ラボ
- （株）ラング
- （株）いわて金型技研
- （株）健康データハウス
- （株）横山空間情報研究所

- （有）EWI
- （有）イグノス
- （有）LEVI
- （有）マクロネットワークス
- （有）いわて西澤商店
- 球眼（有）

- （有）魚道研究所
- （有）ザゼンソウ技術開発研究所
- （有）いわて動物鍼灸センター
- （有）バイオコクーン研究所
- LLC Dr.GeoLabo.I

## エリア放送
2013年の学園祭と、2014年と2015年のオープンキャンパスでは、学生が作成した映像コンテンツなどを来場者向けに情報発信することを目的として、テレビ岩手によりホワイトスペースを利用するエリア放送が実施された。
構内に地上一般放送局が設置されていた。
| 免許人              | 局名                  | 呼出符号     | 物理ch | 周波数         | 空中線電力 | ERP  | 業務区域     |
| ------------------- | --------------------- | ------------ | ------ | -------------- | ---------- | ---- | ------------ |
| 株式会社 テレビ岩手 | テレビ岩手 エリア放送 | JOXZ2CL-AREA | 52ch   | 707.142857 MHz | 10 mW      | 1 mW | 岩手大学周辺 |
| 株式会社 テレビ岩手 | テレビ岩手 エリア放送 | JOXZ2CW-AREA | 52ch   | 707.142857 MHz | 10 mW      | 1 mW | 岩手大学周辺 |
| 株式会社 テレビ岩手 | テレビ岩手 エリア放送 | JOXZ2CX-AREA | 52ch   | 707.142857 MHz | 10 mW      | 1 mW | 岩手大学周辺 |

## 国際交流

### 大学間協定締結校
（この節の出典：）
- タイ王国
  - サイアム大学
  - キングモンクット工科大学トンブリ校
  - ラジャマンガラ工科大学ラーナ校
  - パンヤピワット経営大学
  - キングモンクット工科大学ラカバン校
  - チェンマイ大学
  - ラジャマンガラ工科大学タンジャブリ校
  - ナレスアン大学
- ミャンマー連邦共和国
  - パテイン大学
- マレーシア
  - マレーシアパハン大学
- 大韓民国
  - 明知大学校
  - 国立ハンバット大学校
  - 全南大学校
  - 群山大学校
- 中華人民共和国
  - 曲阜師範大学
  - 北京大学・石河子大学
  - 西北大学
  - 大連理工大学
  - 吉林農業大学
  - 寧波大学
  - 上海海洋大学
  - 山東工芸美術学院
  -  福建農林大学
- モンゴル
  - モンゴル国立大学
  - モンゴル科学技術大学
- 台湾
  - 国立高雄師範大学
- アメリカ合衆国
  - オーバン大学
  - アーラム大学
  - テキサス大学オースティン校
  - アラスカ大学アンカレッジ校
- カナダ
  - セント・メアリーズ大学
  - サスカチュワン大学
- アイスランド
  - アイスランド大学
- ロシア連邦
  - サンクト・ペテルブルグ国立文化大学
- イギリス
  - スターリング大学

### 部局間協定
（この節の出典：）
- インドネシア
  - アイルランガ大学人文学部
  - ガネーシャ教育大学
- タイ王国
  - タマサート大学工学部
  - カセサート大学理学部
  - パヤオ大学経営情報科学部、建築芸術学部
  - シラパコーン大学
- 大韓民国
  - 忠南大学校エネルギー科学技術専門大学院
  - 韓国世宗大学校工学部
- 中華人民共和国
  - 北京大学芸術学系・哲学系・宗教学系
  - 西北農林科技大学情報工程学院
  - 華南理工大学
  - 清華大学人文学院
  - 曁南大学先進耐磨蝕・機能材料研究院
- バングラデシュ
  - ダッカ大学生物学部
- ベトナム
  - ベトナム国建設省建築材料研究院
- モンゴル
  - 人文大学情報通信マネージメント学院
- 台湾
  - 文藻外語大学日本語文系
  - 国立嘉義大学生命科学院
- カナダ
  - ブリティッシュ・コロンビア大学教育学部
- アメリカ合衆国
  - ノース・セントラル・カレッジ
- イタリア
  - カラーラ大学
- キルギス
  - キルギスートルコ マナス大学工学部
- スウェーデン
  - リンネ大学工学部・健康科学部
- ドイツ連邦共和国
  - ロッテンブルグ大学
- フランス
  - ボルドー・モンテーニュ大学
- エチオピア
  - エチオピア農業研究所

## 企業からの評価

### 人事担当者からの評価
2022年日本経済新聞社と日経HRが実施した企業の人事担当者から見た大学イメージ調査において、『採用を増やしたい大学』ランキングで全国１位、総合ランキングでは全国第20位にランクインした。

## 不祥事
- 2011年3月、岩手大学は硬式野球部の監督を務めていた教育学部の准教授が部員に対して暴力行為を行っていたと公表した。大学の調査によると、准教授は2008年から2010年にかけて、少なくとも5人の部員に対し、プレーや態度を理由に平手打ちなどの暴力を加え、口を切るなどのけがをさせていた。この問題は2010年12月に外部からの情報提供で発覚した。准教授は1994年から監督を務めており、暴力行為を「体罰だった」と認めている。岩手大学は既に准教授の部長職を解任し、3月中に監督職も解任する方針を示した。また、懲戒審査委員会で処分を検討中であることを明らかにした[76]。
- 2015年10月、岩手大学は工学部の助教が英国への出張中にノートパソコンを紛失したと発表した。このパソコンには、学生のべ1,526人分の個人情報や2016年度入学試験の問題案などが保存されていた[77]。助教が地元の警察とタクシー会社に問い合わせたところ、かばんの中に入れていたパスポートは近くのショッピングセンターで発見されたものの、それ以外は見つかっていないという。岩手大学は、学生らに謝罪するとともに入試の問題の内容を差し替えることとした[78]。
- 2021年9月、岩手大学は農学部の男性講師による研究費の不正受給を公表した。講師は2014年度から2020年度までの7年間にわたり、カラ出張や架空の業務を通じて合計約168万円の研究費を不正に取得していた。この中には科研費約134万円も含まれていた。大学の調査に対し、講師は不正受給した研究費を研究室の運営に充てたと述べ、私的流用を否定した。大学は講師を停職6か月の懲戒処分とし、不正受給額の全額返還を求めた[79]。
- 2022年9月、岩手大学は理工学部教授による経費の不正使用を公表した。教授は学生に架空の謝金請求を行わせ、現金を還流させてプール金を作っていた。約97万円の不正使用が5年間にわたって行われ、一部は私的流用されていた。大学は教授を停職11ヶ月の懲戒処分とし、不正使用額の返還を求めた[80]。
- 2023年9月、岩手大学は理工学部元特任准教授による研究不正を公表した。元准教授は学生の卒業論文のデータを無断で流用し、単著論文として投稿していた。大学は調査の結果、盗用および不適切なオーサーシップと認定した。元准教授は既に退職していたが、論文の取り下げを勧告された[81]。
- 2025年3月、50代男性教授が、研究室の指導学生への指導に際し、指導教員と指導学生という優越的な関係のもとで、教育・研究において妥当とみなされる程度から逸脱した荒い表現での発言を行い、その結果、当該学生が医療機関を受診するに至らせた。男性教授は戒告処分[82]。
- 2025年6月、同年2月に実施した農学部の前期一般入試で合否判定ミスがあったと発表した。入試システムの不具合により、大学入学共通テストの一部得点が加算されず、本来合格だった1人が不合格とされていた。ミスは職員によるデータ検証で発覚し、受験者276人分を再判定した結果、1人の判定誤りが確認された。大学は該当者に謝罪し、入学を希望する場合の支援や経費補償を行うとしている[83]。